# Uluru-Kata Tjuta
Uluru-Kata Tjuta nationalparken dækker et areal på 132.566 ha med tørkeprægede økosystemer. Den ligger tæt på Australiens centrum i det traditionelle hjemland for de oprindelige folk, Pitjantjatjara and Yankunytjatjara, som ofte blot kaldes Anangu. Parken ejes af "Traditional Aboriginal Owners" og den bliver vedligeholdt i et samarbejde mellem "Traditional Owners" og den nationale, australske naturparkforvaltning.

De enorme klippeknuder Uluru og Kata Tjuta er bemærkelsesværdige, geologisk landskabselementer i en ellers ret flad sandslette. De er en del af et vigtigt kulturlandskab, og de har særlig betydning for Anangufolket. Detaljer på både Uluru og Kata Tjuta viser fysiske tegn på fortidige heltes handlinger, kunstværker og skikkelser. Disse fortidige heltes rejser bliver dyrket i nutidens Ananguers religion og kultur.
Også ude i det åbne landskab finder man beviser for de rejser, som Anangus forfædre foretog, og de er resultaterne af tusinder af års pleje efter traditionelle metoder, reguleret gennem "tjukurpa" (lov). Den blåtungede leguan, Lungkata, lærte Australiens oprindelige befolkning loven om, hvordan man laver kontrolleret afbrænding af landskabet. I nutiden bruger man moderne metoder, men fremgangsmåden med at tænde små brande tæt på hinanden i den kølige tid skaber brændte og ikkebrændte områder i et mosaikagtigt mønster. Den viden bliver nu taget i brug som et vigtigt, økologisk plejeværktøj i parkens område.
Antropologerne mener, at det var en enestående, kulturel tilpasning til ørkenmiljøet, der satte Anangu og beslægtede, oprindelige samfund i stand til at udvikle en levevis, baseret på halvvejs permanente kilder, men som også på gensidige rettigheder til plante- og dyreressourcerne i områderne mellem dem.
Parken er rangeret som et af de mest betydningsfulde tørre land økosystemer i verden. Området var fra 1977 til 2020 et biosfærereservat under UNESCOs Menneske og biosfære-programmet slutter det sig til mindst 11 andre reservater i Australien og et internationalt netværk, der sigter mod at bevare verdens vigtigste økosystemtyper. Det blev dog trukket tilbage fra netværket i 2020.